# جورج فاندر
جورج فاندر (انگلیسی: George Fonder؛ زادهٔ ۲۲ ژوئن ۱۹۱۷ در المرست، پنسیلوانیا، درگذشتهٔ ۱۴ ژوئن ۱۹۵۸ در هتفیلد، پنسیلوانیا) رانندهٔ مسابقات اتومبیل‌رانی اهل ایالات متحده آمریکا بود که از فصل ۱۹۵۰ تا ۱۹۵۴ در مجموع در پنج گراند پری از مسابقات جهانی فرمول یک شرکت کرد، اما موفق به کسب هیچ امتیازی نشد.
فاندر در ۱۴ ژوئن ۱۹۵۸ بر اثر تصادف رانندگی به‌هنگام مسابقه در هتفیلد، پنسیلوانیا درگذشت.